# Associação Académica da Praia
Maillots

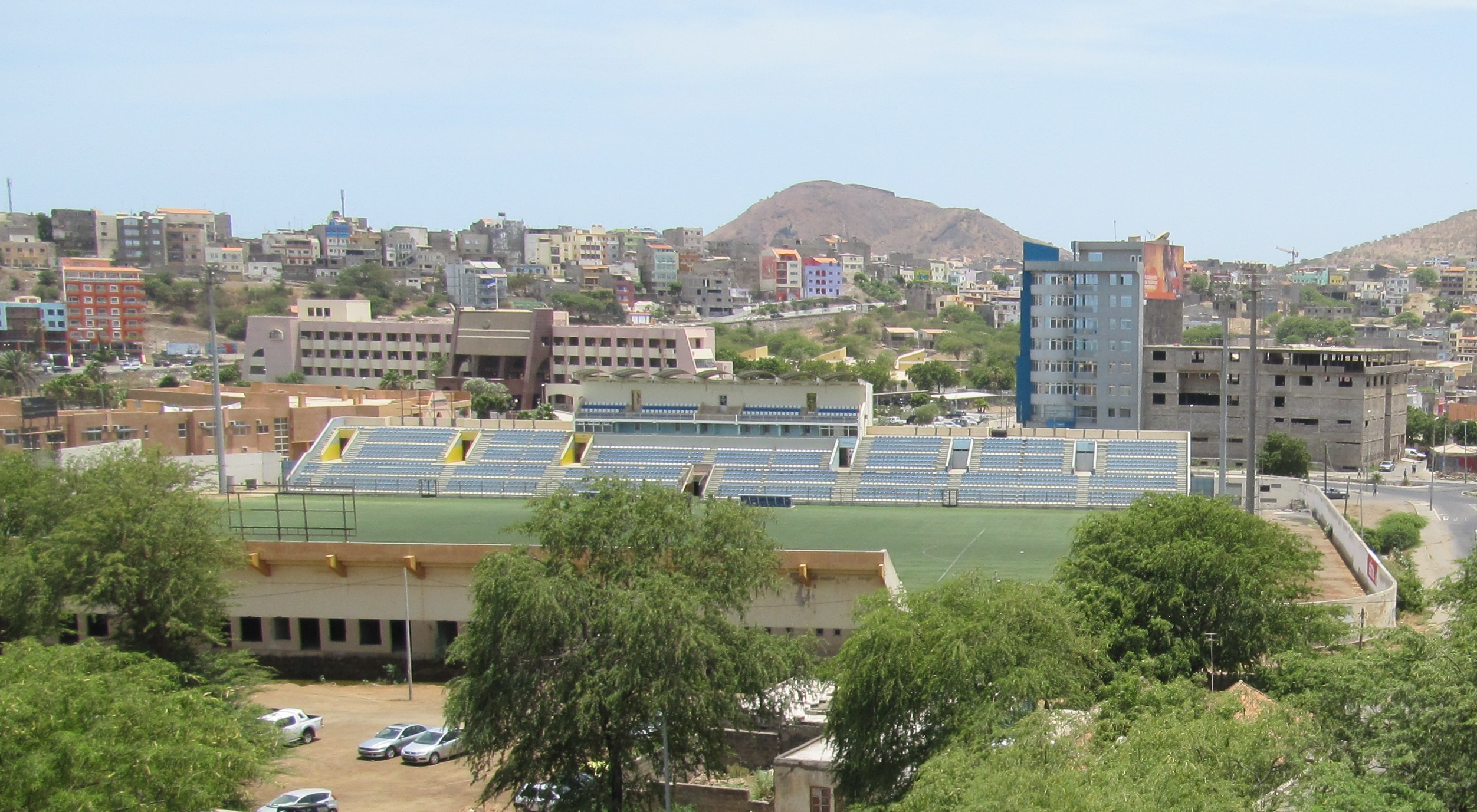
Stade de Várzea, maison d'Académica da Praia

Académica da Praia (en Créole cap-verdien : Akadémika Praia) est un club cap-verdien de football basé à Praia.

## Histoire
- 15 décembre 1962 : Fondation du club

## Palmarès
- Championnat du Cap-Vert :
  - Champion en 1965 et 2018
  - Finaliste en 2004

- Coupe du Cap-Vert :
  - Vainqueur en 2007

- Supercoupe du Cap-Vert : 
  - Vainqueur en 2017/18

- Championnat de l'île de Santiago :
  - Championnat régional de Santiago :
    - Vainqueur en 1965, 1967 et 1989

  - Championnat de l'île de Santiago (Sud) :
    - Vainqueur en 2004 et 2009

## Bilan saison par saison

### Compétition nationale
|      | Groupe | Positions | Points | Journées | V | N | D | B.M. | B.P. | Diff. |
| 2004 | 1B     | 2         | 7 pts  | 4        | 2 | 1 | 1 | 7    | 3    | +4    |
| 2007 | 1B     | 2         | 10 pts | 5        | 3 | 1 | 1 | 6    | 3    | +3    |
| 2009 | 1A     | 1         | 13 pts | 5        | 4 | 1 | 0 | 10   | 5    | +5    |

### Compétition régionale
|         | Groupe | Positions | Points | Journées | V | N | D | B.M. | B.P. | Diff. |
| 2003-04 | 2      | 1         | -      | -        | - | - | - | -    | -    | -     |
| 2006-07 | 2      | 2         | -      | -        | - | - | - | -    | -    | -     |
| 2008-09 | 2      | 1         | -      | -        | - | - | - | -    | -    | -     |
| 2013-14 | 2      | 6         | 18 pts | 18       | 4 | 6 | 8 | 21   | 26   | -5    |
| 2014-15 | 2      | 6         | 27 pts | 18       | 8 | 3 | 7 | 16   | 18   | -2    |

## Anciens joueurs
- Caló, 1996
- Adilson 'Gerson Araújo

## Président
- Júlio César Tomar

## Entraîneurs
- Celestino Mascarenhas (en 2012)
- José Barros Zé Piguita